# Distretto di Quehue
Il distretto di Quehue è un distretto della provincia di Canas, in Perù. Si trova nella regione di Cusco.